# Моров, Александр Александрович
Александр Александрович Моров — советский хозяйственный, государственный и политический деятель.

## Биография
Родился в 1927 году в Омске. Член КПСС.
С 1949 года — на хозяйственной, общественной и политической работе. В 1949—2000 гг. — инженер в отделе главного конструктора завода им. Ворошилова, старший конструктор, заместитель руководителя организации п/я № 49 (КБ транспортного машиностроения), начальник и главный конструктор Конструкторского бюро транспортного машиностроения.
За работу в области создания специальной техники в 1974 году удостоен Государственной премии СССР закрытым указом.
Делегат XXVII съезда КПСС.
Жил в Омске.